# Mengerskirchen

Bannerflagge

Mengerskirchen ist eine Gemeinde mit 5672 Einwohnern (31. Dezember 2023) im hessischen Landkreis Limburg-Weilburg im Regierungsbezirk Gießen. Sie trägt seit dem 8. Dezember 1997 die amtliche Zusatzbezeichnung Marktflecken.

## Geografie

### Nachbargemeinden
Mengerskirchen liegt im Westerwald und grenzt im Norden an die Gemeinde Greifenstein (Lahn-Dill-Kreis), im Osten an die Gemeinde Löhnberg, im Süden an die Gemeinden Merenberg und Waldbrunn (alle drei im Landkreis Limburg-Weilburg) sowie im Westen an die Gemeinden Neunkirchen, Elsoff und Oberrod (alle drei im Westerwaldkreis in Rheinland-Pfalz).

### Gliederung
Der Marktflecken Mengerskirchen besteht aus fünf Ortsteilen, die den Status von Ortsbezirken haben:
- Dillhausen
- Mengerskirchen (Sitz der Gemeindeverwaltung)
- Probbach
- Waldernbach
- Winkels

## Geschichte

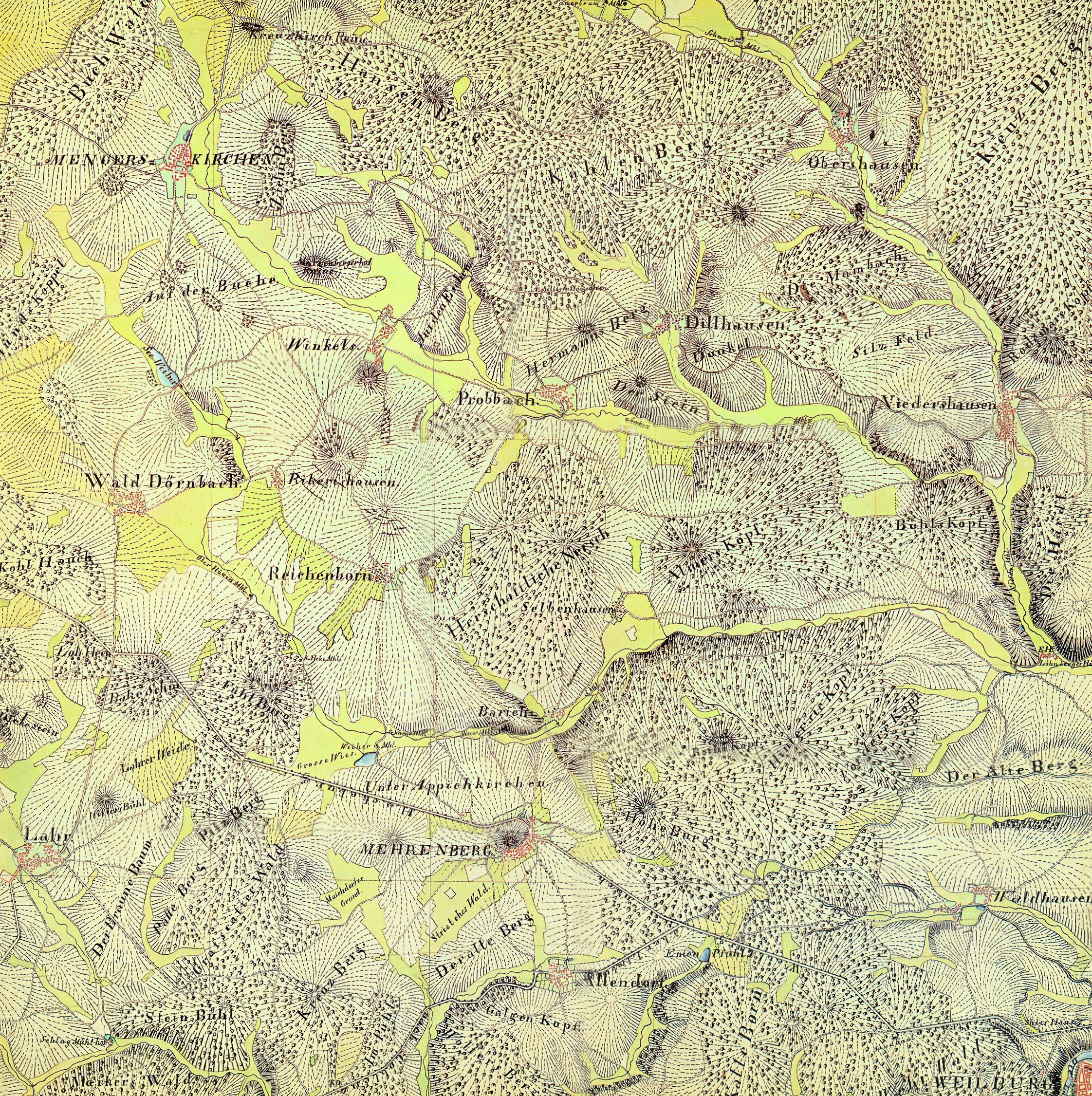
Die Karte der Topographischen Aufnahme der Rheinlande auf der Mengerskirchen verzeichnet ist

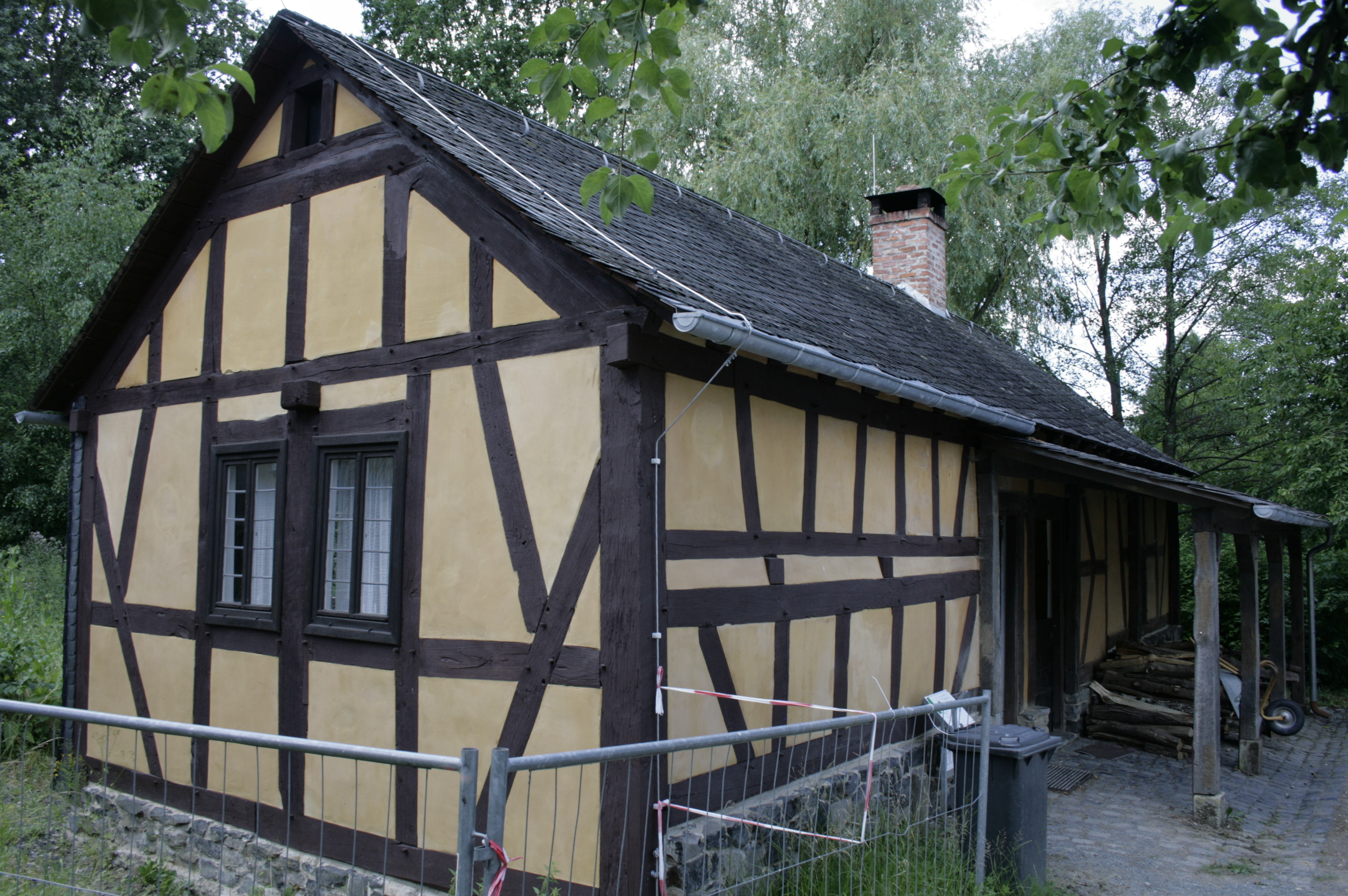
Gemeindebackhaus und Armenhaus aus Probbach, Ende des 18. Jahrhunderts erbaut. Heute im Freilichtmuseum Hessenpark.

### Ortsgeschichte
Die älteste bekannte Erwähnung von Mengerskirchen erfolgte in einer Urkunde des Chorherrenstiftes St. Lubentius in Dietkirchen im Jahr 1279. Der heutige Ortsteil Winkels wurde bereits 1243 erstmals schriftlich erwähnt, Waldernbach 1296, Probbach 1299 und Dillhausen 1307. Als oppidum wurde Mengerskirchen 1307 bezeichnet. Urkundlich bestätigt sind die Stadtrechte hingegen erst am 18. Februar 1321.
In der Nähe von Mengerskirchen führte die Wallburg „Rentmauer“ vorbei, die den damaligen Bewohnern Schutz bot. Für das Jahr 1313, in dem vermutlich auch der Bau der Burg Mengerskirchen begann, sind ein eigener Pfarrer sowie die Funktion als Mittelpunkt der Kalenberger Zent verbürgt. Zusammen mit den Gerichten Beilstein, Haimau (heute Löhnberg) und Nenderoth wurde auf dem Kalenbergskopf, einem Höhenkamm zwischen Arborn, Mengerskirchen und Nenderoth ein Zentgericht abgehalten. Im Jahr 1481 stellte Kaiser Friedrich III. ein Privileg für einen Jahrmarkt aus, der am 14. September bei Mengerskirchen abgehalten werden durfte. Dieser war an ein Feldkreuz in der Nähe der Siedlung gebunden und stand wohl im Zusammenhang mit einer Wallfahrt dorthin.
Im Zeitraum von 1343 bis 1561 blieb Mengerskirchen unter der Herrschaft der älteren nassauisch-beilsteinschen Linie, dann fiel es zusammen mit den restlichen Besitztümern Nassau-Beilsteins zurück an Nassau-Dillenburg. Graf Otto II. von Nassau-Dillenburg vermachte Mengerskirchen seiner Gemahlin Adelheid von Vianden als Witwensitz. Am Schnittpunkt der zwei alten Handelsstraßen Hohe Straße von Herborn nach Limburg und Rheinstraße von Köln nach Frankfurt errichteten sie eine damals wichtige Zollstätte. Deren Amtsbezirk (Sprengel) umfasste Almenrod, Arborn, Cödlingen, Dillhausen, Helmenrod, Nenderoth, Nieder- und Oberprobbach (heute nur noch Probbach), Obershausen, Odersberg und Winkels. Damit war Mengerskirchen größer als die eigentliche Residenz Beilstein. Das Schloss in Mengerskirchen beherbergte mit mehrmaligen Unterbrechungen bis zum Jahr 1816 das Amt Mengerskirchen. Der letzte Amtmann trat in diesem Jahr in den Ruhestand und das Amt wurde mit dem Amt Weilburg vereinigt.
Im Jahr 1867 schuf Preußen durch eine Neuordnung des im Jahr zuvor annektierten Herzogtums Nassau unter anderem den Oberlahnkreis, zu dem auch Mengerskirchen ab diesem Zeitpunkt gehörte. Der Oberlahnkreis ging mit der Gebietsreform in Hessen zum 1. Juli 1974 in dem neugebildeten Landkreis Limburg-Weilburg auf.
Am 2. September 1898 gründete sich die Freiwillige Feuerwehr Mengerskirchen. Damit bildete sie mit den bereits bestehenden Freiwilligen Feuerwehren Braunfels, Obertiefenbach und Weilburg den Löschbezirk Oberlahn im Feuerwehr-Verband für den Regierungsbezirk Wiesbaden, innerhalb dessen sie am 3. September 1906 bei der Bezirksversammlung in Obertiefenbach in einer Stärke von 30 Mitgliedern antrat.
Hessische Gebietsreform (1970–1977)
Im Zuge der Gebietsreform in Hessen fusionierten zum 31. Dezember 1970 die bis dahin selbstständigen Gemeinden Dillhausen, Mengerskirchen, Probbach, Waldernbach und Winkels im Oberlahnkreis freiwillig zu einer Gemeinde mit dem Namen „Mengerskirchen“. Die Kommune gehörte zum Oberlahnkreis, bis am 1. April 1974 der Landkreis Limburg-Weilburg gegründet wurde, in dem der Oberlahnkreis aufging.
Sitz der Gemeindeverwaltung wurde der Ortsteil Mengerskirchen. Für alle ehemals eigenständigen Gemeinden von Mengerskirchen wurde je ein Ortsbezirk mit Ortsbeirat und Ortsvorsteher nach der Hessischen Gemeindeordnung gebildet.

### Verwaltungsgeschichte im Überblick
Die folgende Liste zeigt die Staaten bzw. Herrschaftsgebiete und deren untergeordnete Verwaltungseinheiten, in denen Mengerskirchen lag:
- 1053: Ostfrankenreich, Lahngau
- vor 1711: Heiliges Römisches Reich, Fürstentum Hadamar, Amt Mengerskirchen
- ab 1711: Heiliges Römisches Reich, Fürstentum Hadamar als Teil des Fürstentums Nassau-Oranien, Amt Mengerskirchen
- 1806–1813: Großherzogtum Berg, Département Sieg, Arrondissement Dillenburg, Kanton Driedorf
- 1813–1815: Fürstentum Nassau-Oranien, Amt Mengerskirchen
- ab 1816: Herzogtum Nassau, Amt Weilburg
- ab 1849: Herzogtum Nassau, Kreisamt Hadamar
- ab 1854: Herzogtum Nassau, Amt Weilburg
- ab 1867: Königreich Preußen, Provinz Hessen-Nassau, Regierungsbezirk Wiesbaden, Oberlahnkreis
- ab 1871: Deutsches Reich, Königreich Preußen, Provinz Hessen-Nassau, Regierungsbezirk Wiesbaden, Oberlahnkreis
- ab 1918: Deutsches Reich, Freistaat Preußen, Provinz Hessen-Nassau, Regierungsbezirk Wiesbaden, Oberlahnkreis
- ab 1944: Deutsches Reich, Freistaat Preußen, Provinz Nassau, Oberlahnkreis
- ab 1945: Amerikanische Besatzungszone, Groß-Hessen, Regierungsbezirk Wiesbaden, Oberlahnkreis
- ab 1946: Amerikanische Besatzungszone, Hessen, Regierungsbezirk Wiesbaden, Oberlahnkreis
- ab 1949: Bundesrepublik Deutschland, Hessen, Regierungsbezirk Wiesbaden, Oberlahnkreis
- ab 1968: Bundesrepublik Deutschland, Hessen, Regierungsbezirk Darmstadt, Oberlahnkreis
- ab 1974: Bundesrepublik Deutschland, Hessen, Regierungsbezirk Darmstadt, Landkreis Limburg-Weilburg
- ab 1981: Bundesrepublik Deutschland, Hessen, Regierungsbezirk Gießen, Landkreis Limburg-Weilburg

## Bevölkerung

### Einwohnerstruktur 2011
Nach den Erhebungen des Zensus 2011 lebten am Stichtag, dem 9. Mai 2011, in Mengerskirchen 5746 Einwohner. Nach dem Lebensalter waren 1113 Einwohner unter 18 Jahren, 2415 zwischen 18 und 49, 1179 zwischen 50 und 64 und 1038 Einwohner waren älter. Unter den Einwohnern waren 225 (3,9 %) Ausländer, von denen 79 aus dem EU-Ausland, 104 aus anderen europäischen Ländern und 43 aus anderen Staaten kamen. (Bis zum Jahr 2020 erhöhte sich die Ausländerquote auf 7,3 %.) Die Einwohner lebten in 2322 Haushalten. Davon waren 624 Singlehaushalte, 588 Paare ohne Kinder und 843 Paare mit Kindern, sowie 231 Alleinerziehende und 36 Wohngemeinschaften. In 438 Haushalten lebten ausschließlich Senioren und in 1878 Haushaltungen lebten keine Senioren.

### Einwohnerentwicklung
| Mengerskirchen: Einwohnerzahlen von 1834 bis 2020 | Mengerskirchen: Einwohnerzahlen von 1834 bis 2020 | Mengerskirchen: Einwohnerzahlen von 1834 bis 2020 | Mengerskirchen: Einwohnerzahlen von 1834 bis 2020 | Mengerskirchen: Einwohnerzahlen von 1834 bis 2020 |
| --- | ------------------------------------------------- | ------------------------------------------------- | ------------------------------------------------- | ------------------------------------------------- |
| Jahr |                                                   |                                                   |                                                   | Einwohner                                         |
| 1834 | 1834                                              |                                                   | 955                                               | 955                                               |
| 1840 | 1840                                              |                                                   | 993                                               | 993                                               |
| 1846 | 1846                                              |                                                   | 983                                               | 983                                               |
| 1852 | 1852                                              |                                                   | 971                                               | 971                                               |
| 1858 | 1858                                              |                                                   | 964                                               | 964                                               |
| 1864 | 1864                                              |                                                   | 989                                               | 989                                               |
| 1871 | 1871                                              |                                                   | 965                                               | 965                                               |
| 1875 | 1875                                              |                                                   | 1.001                                             | 1.001                                             |
| 1885 | 1885                                              |                                                   | 1.026                                             | 1.026                                             |
| 1895 | 1895                                              |                                                   | 1.028                                             | 1.028                                             |
| 1905 | 1905                                              |                                                   | 1.041                                             | 1.041                                             |
| 1910 | 1910                                              |                                                   | 1.020                                             | 1.020                                             |
| 1925 | 1925                                              |                                                   | 922                                               | 922                                               |
| 1939 | 1939                                              |                                                   | 1.212                                             | 1.212                                             |
| 1946 | 1946                                              |                                                   | 1.435                                             | 1.435                                             |
| 1950 | 1950                                              |                                                   | 1.449                                             | 1.449                                             |
| 1956 | 1956                                              |                                                   | 1.293                                             | 1.293                                             |
| 1961 | 1961                                              |                                                   | 1.407                                             | 1.407                                             |
| 1967 | 1967                                              |                                                   | 1.554                                             | 1.554                                             |
| 1972 | 1972                                              |                                                   | 4.768                                             | 4.768                                             |
| 1975 | 1975                                              |                                                   | 4.657                                             | 4.657                                             |
| 1980 | 1980                                              |                                                   | 4.544                                             | 4.544                                             |
| 1985 | 1985                                              |                                                   | 4.561                                             | 4.561                                             |
| 1990 | 1990                                              |                                                   | 5.168                                             | 5.168                                             |
| 1995 | 1995                                              |                                                   | 5.964                                             | 5.964                                             |
| 2000 | 2000                                              |                                                   | 6.019                                             | 6.019                                             |
| 2010 | 2010                                              |                                                   | 5.785                                             | 5.785                                             |
| 2011 | 2011                                              |                                                   | 5.746                                             | 5.746                                             |
| 2015 | 2015                                              |                                                   | 5.787                                             | 5.787                                             |
| 2020 | 2020                                              |                                                   | 5.633                                             | 5.633                                             |
| Datenquelle: Historisches Gemeindeverzeichnis für Hessen: Die Bevölkerung der Gemeinden 1834 bis 1967. Wiesbaden: Hessisches Statistisches Landesamt, 1968. Weitere Quellen: LAGIS; 1972; Hessisches Statistisches Informationssystem; Zensus 2011 Ab 1972 einschließlich der im Zuge der Gebietsreform in Hessen eingegliederten Orte. |                                                   |                                                   |                                                   |                                                   |

### Religionszugehörigkeit
- 1885: 11 evangelische (= 1,07 %), 1008 katholische (= 98,25 %), 7 jüdische (= 0,68 %) Einwohner[7]
- 1961: 77 evangelische (= 5,47 %), 1323 katholische (= 94,03 %) Einwohner[7]
- 1987: 463 evangelische (= 10,2 %), 3944 katholische (= 86,7 %), 144 sonstige (= 3,1 %) Einwohner[13]
- 2011: 1334 evangelische (= 12,2 %), 3383 katholische (= 58,9 %), 1030 sonstige (= 17,9 %) Einwohner[13]

## Politik

### Gemeindevertretung
Die Kommunalwahl am 14. März 2021 lieferte folgendes Ergebnis, in Vergleich gesetzt zu früheren Kommunalwahlen:
| Sitzverteilung in der Gemeindevertretung 2021Insgesamt 25 Sitze - SPD: 9 - FW: 3 - CDU: 13 | Parteien und Wählergemeinschaften | Parteien und Wählergemeinschaften           | 2021  | 2021  | 2016  | 2016  | 2011  | 2011  | 2006  | 2006  | 2001  | 2001  |
| Sitzverteilung in der Gemeindevertretung 2021Insgesamt 25 Sitze - SPD: 9 - FW: 3 - CDU: 13 | Parteien und Wählergemeinschaften | Parteien und Wählergemeinschaften           | %     | Sitze | %     | Sitze | %     | Sitze | %     | Sitze | %     | Sitze |
| Sitzverteilung in der Gemeindevertretung 2021Insgesamt 25 Sitze - SPD: 9 - FW: 3 - CDU: 13 | CDU                               | Christlich Demokratische Union Deutschlands | 51,9  | 13    | 52,4  | 13    | 57,7  | 14    | 59,0  | 15    | 59,9  | 15    |
| Sitzverteilung in der Gemeindevertretung 2021Insgesamt 25 Sitze - SPD: 9 - FW: 3 - CDU: 13 | SPD                               | Sozialdemokratische Partei Deutschlands     | 36,3  | 9     | 30,8  | 8     | 30,0  | 7     | 28,0  | 7     | 28,0  | 7     |
| Sitzverteilung in der Gemeindevertretung 2021Insgesamt 25 Sitze - SPD: 9 - FW: 3 - CDU: 13 | FW                                | Freie Wähler Mengerskirchen                 | 11,8  | 3     | 16,8  | 4     | 10,2  | 3     | 13,0  | 3     | 12,1  | 3     |
| Sitzverteilung in der Gemeindevertretung 2021Insgesamt 25 Sitze - SPD: 9 - FW: 3 - CDU: 13 | BL                                | Bunte Liste                                 | —     | —     | —     | —     | 2,1   | 1     | —     | —     | —     | —     |
| Sitzverteilung in der Gemeindevertretung 2021Insgesamt 25 Sitze - SPD: 9 - FW: 3 - CDU: 13 | Gesamt                            | Gesamt                                      | 100,0 | 25    | 100,0 | 25    | 100,0 | 25    | 100,0 | 25    | 100,0 | 25    |
| Sitzverteilung in der Gemeindevertretung 2021Insgesamt 25 Sitze - SPD: 9 - FW: 3 - CDU: 13 | Wahlbeteiligung in Prozent        | Wahlbeteiligung in Prozent                  | 50,1  | 50,1  | 49,7  | 49,7  | 53,7  | 53,7  | 47,3  | 47,3  | 56,9  | 56,9  |

### Bürgermeister
Nach der hessischen Kommunalverfassung wird der Bürgermeister für eine sechsjährige Amtszeit gewählt, seit dem Jahr 1993 in einer Direktwahl, und ist Vorsitzender des Gemeindevorstands, dem in der Gemeinde Mengerskirchen neben dem Bürgermeister ehrenamtlich ein Erster Beigeordneter und acht weitere Beigeordnete angehören. Bürgermeister ist seit dem 14. November 2023 der parteiunabhängige Daniel Melchert. Er wurde als Nachfolger von Thomas Scholz (CDU), der nach drei Amtszeiten nicht wieder kandidiert hatte, am 2. Juli 2023 im ersten Wahlgang bei 56,36 Prozent Wahlbeteiligung mit 65,76 Prozent der Stimmen gewählt.
Amtszeiten der Bürgermeister
- 2023–2029 Daniel Melchert[19]
- 2005–2023 Thomas Scholz (CDU)[20]
- 1981–2005 Robert Becker (CDU)[23]
- 1971–1981 Hans-Joachim Stargardt[24]

### Wappen
| Wappen der Gemeinde Mengerskirchen | Blasonierung: „In Blau eine goldene (gelbe) Zinnenmauer mit rotem Tor, darinnen eine golden (gelb) gewandete Frauengestalt, und mit drei goldenen (gelben) Zinnentürmen, von denen der höhere Torturm ein rotes Spitzdach trägt.“ |
| Wappen der Gemeinde Mengerskirchen | Wappenbegründung: Das von Heinz Ritt aus Bad Nauheim entworfene Wappen wurde am 13. April 1984 vom hessischen Innenminister genehmigt. Im Jahr 1321 wurden dem Ort Stadtrechte verliehen, die aber keinen Bestand hatten – darauf deutet die Stadtmauer im Wappen hin. Es ist ferner einem Siegel von 1398 entlehnt, welches ebenfalls diese Symbole zeigt. Bei der Figur im Stadttor soll es sich um die hl. Magdalena, Schutzpatronin von Mengerskirchen, handeln. |

## Sehenswürdigkeiten
- Schloss in Mengerskirchen
- Sauerbrunnen in Dillhausen und Probbach
- Burgruine Maienburg (Eigenburg) bei Winkels
- Katholische Kirche St. Michael zu Probbach (erbaut 1873 im neuromanischen Stil, 1901 bis 1903 im Stil des Jugendstils neu gestaltet)
- Katholische Kirche Mariä Geburt zu Winkels, erbaut 1880
- Katholische Kirche St. Maria Magdalena Mengerskirchen, erbaut 1959
- Katholische Kirche St. Katharina Waldernbach, erbaut 1878
- Jüdischer Friedhof (Mengerskirchen)

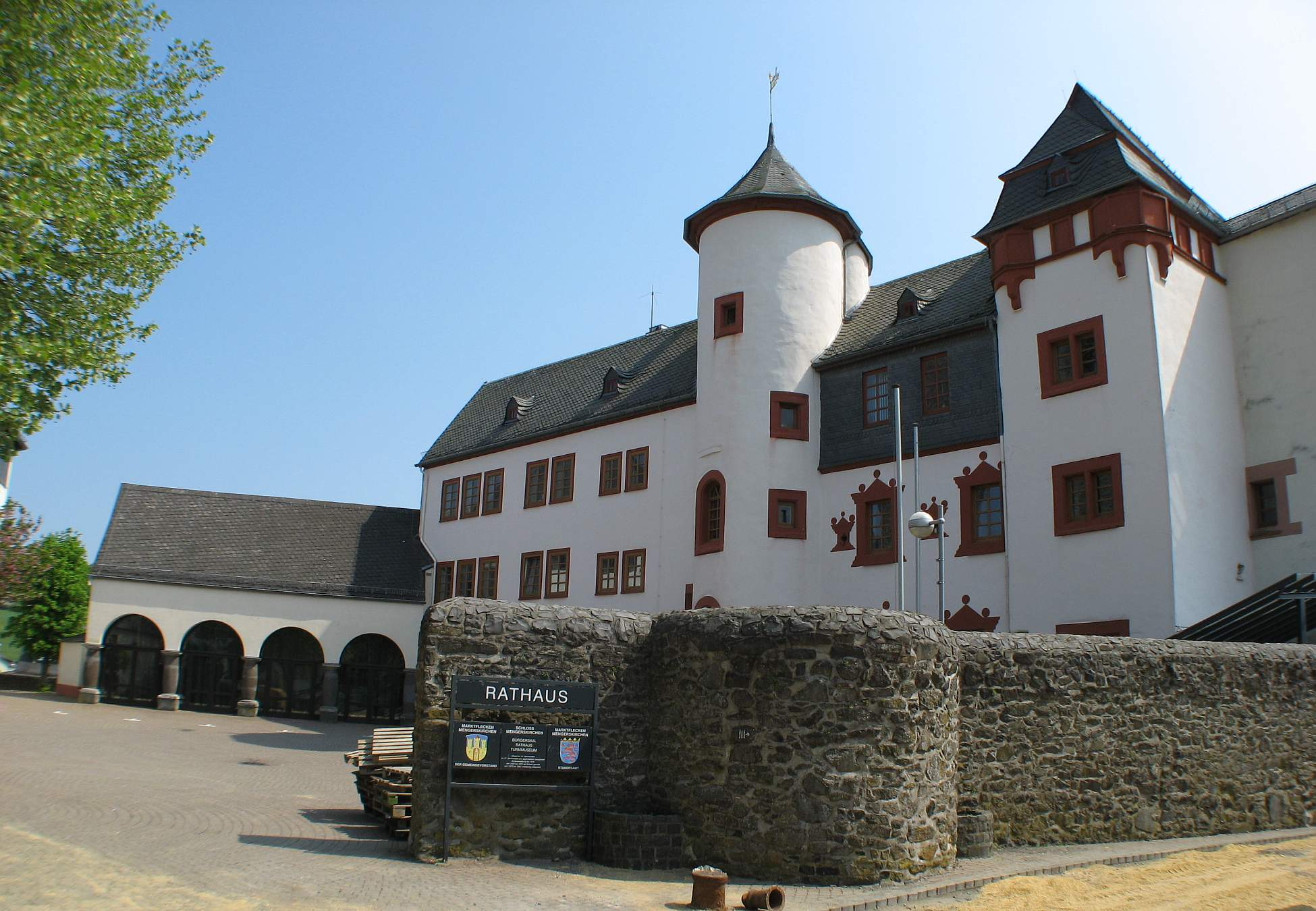
Schloss Mengerskirchen, jetzt Rathaus, Bürgersaal und Turmmuseum
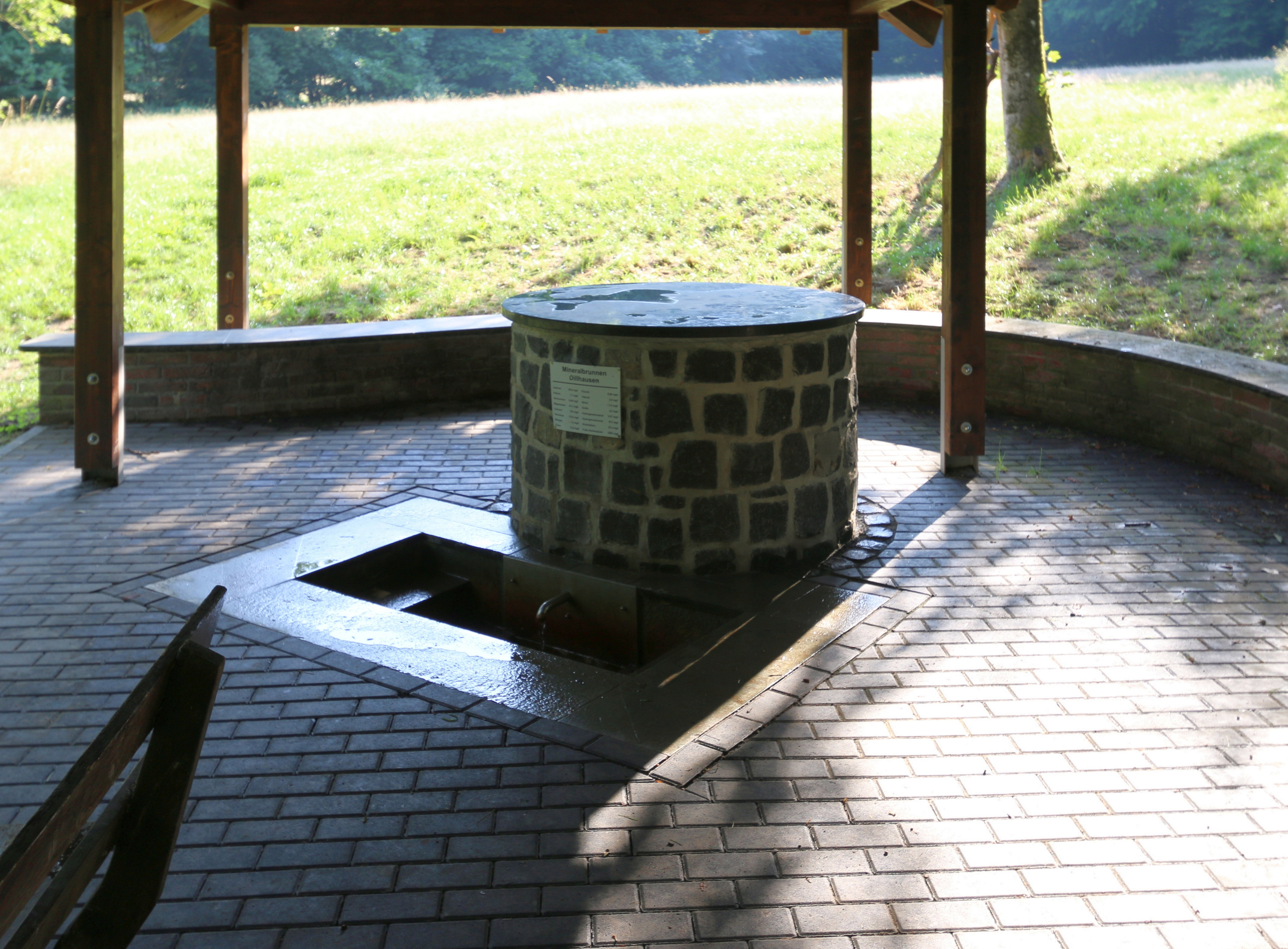
Sauerborn von Dillhausen
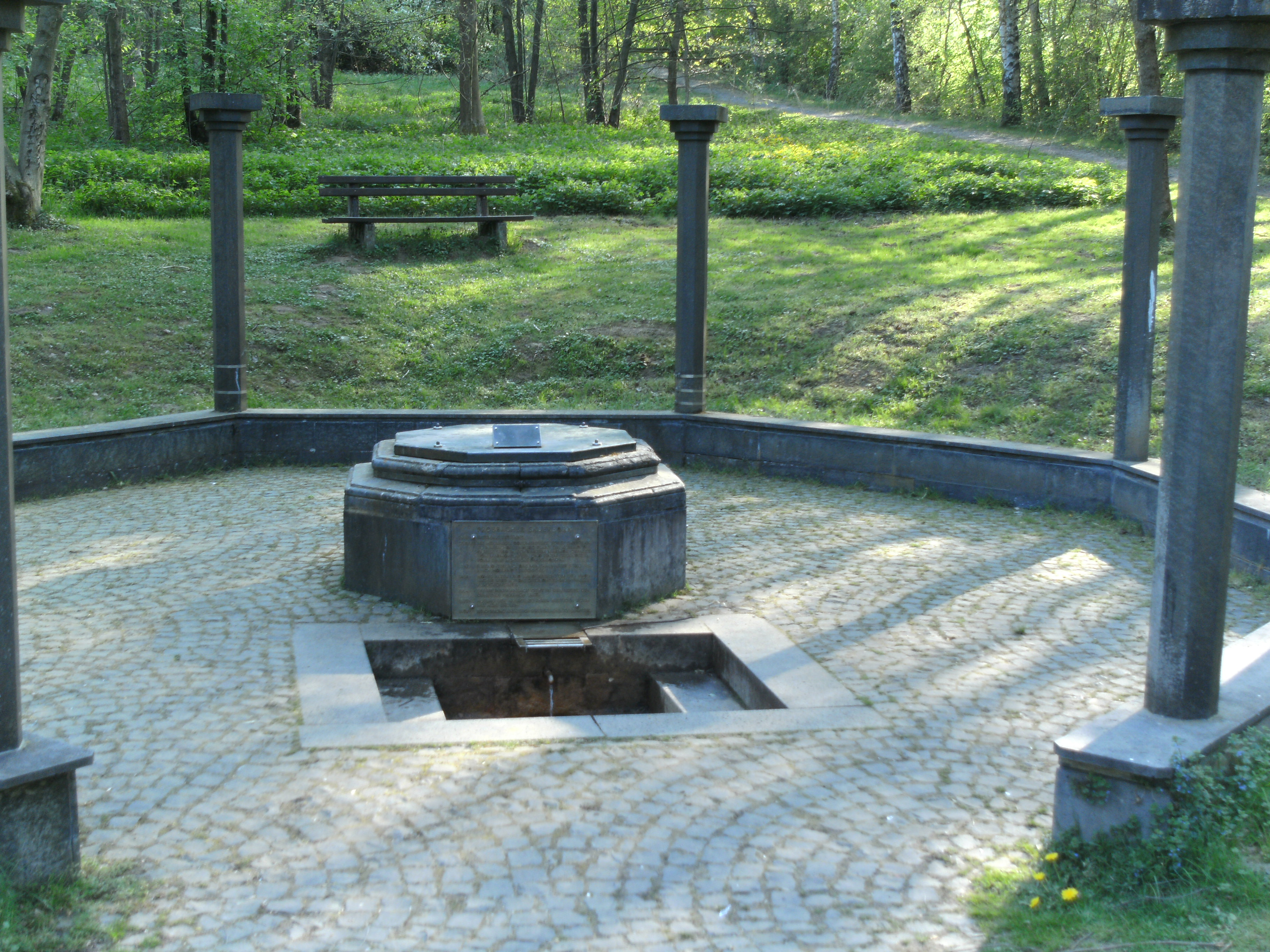
Sauerborn bei Probbach
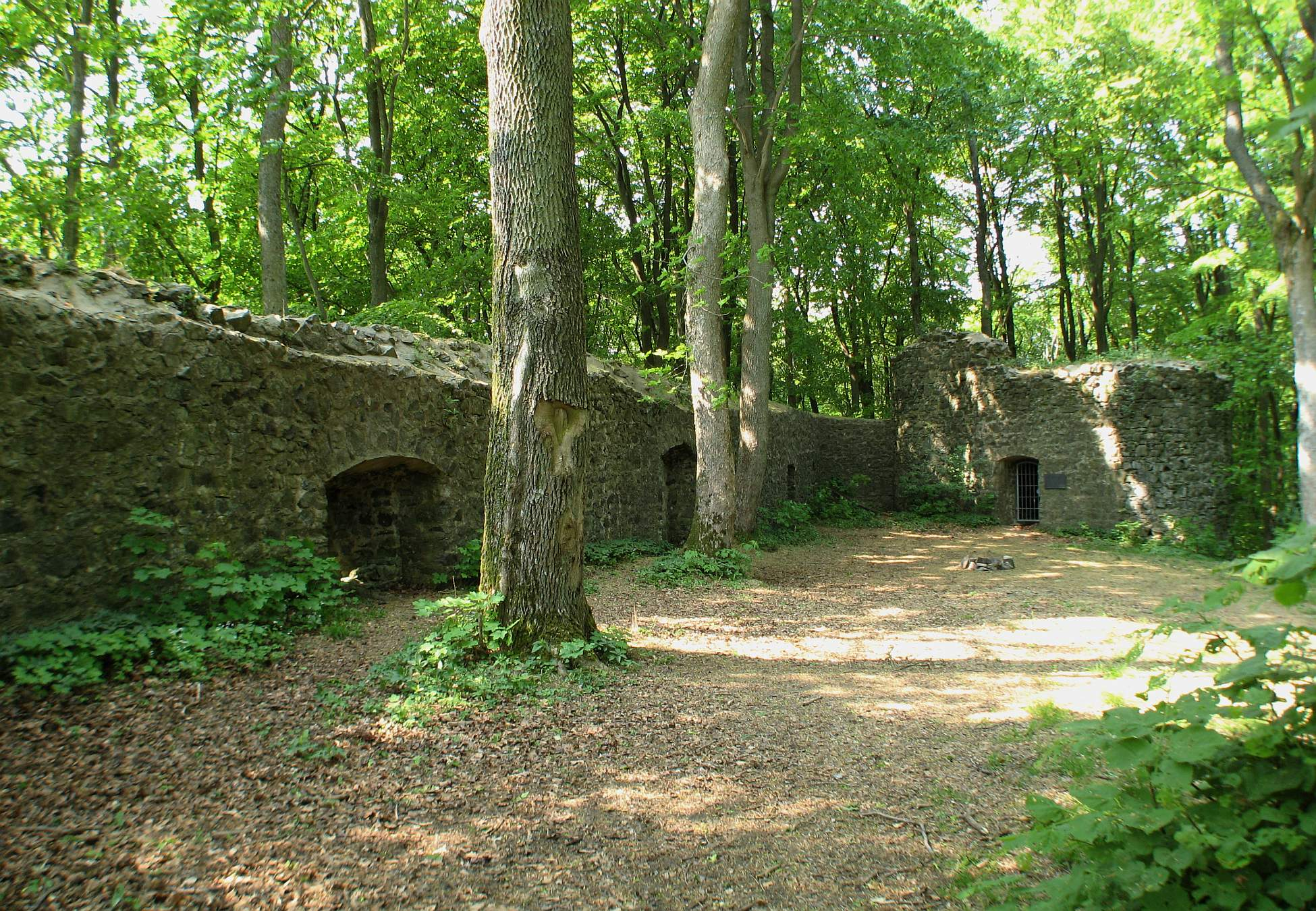
Burgruine Maienburg bei Winkels
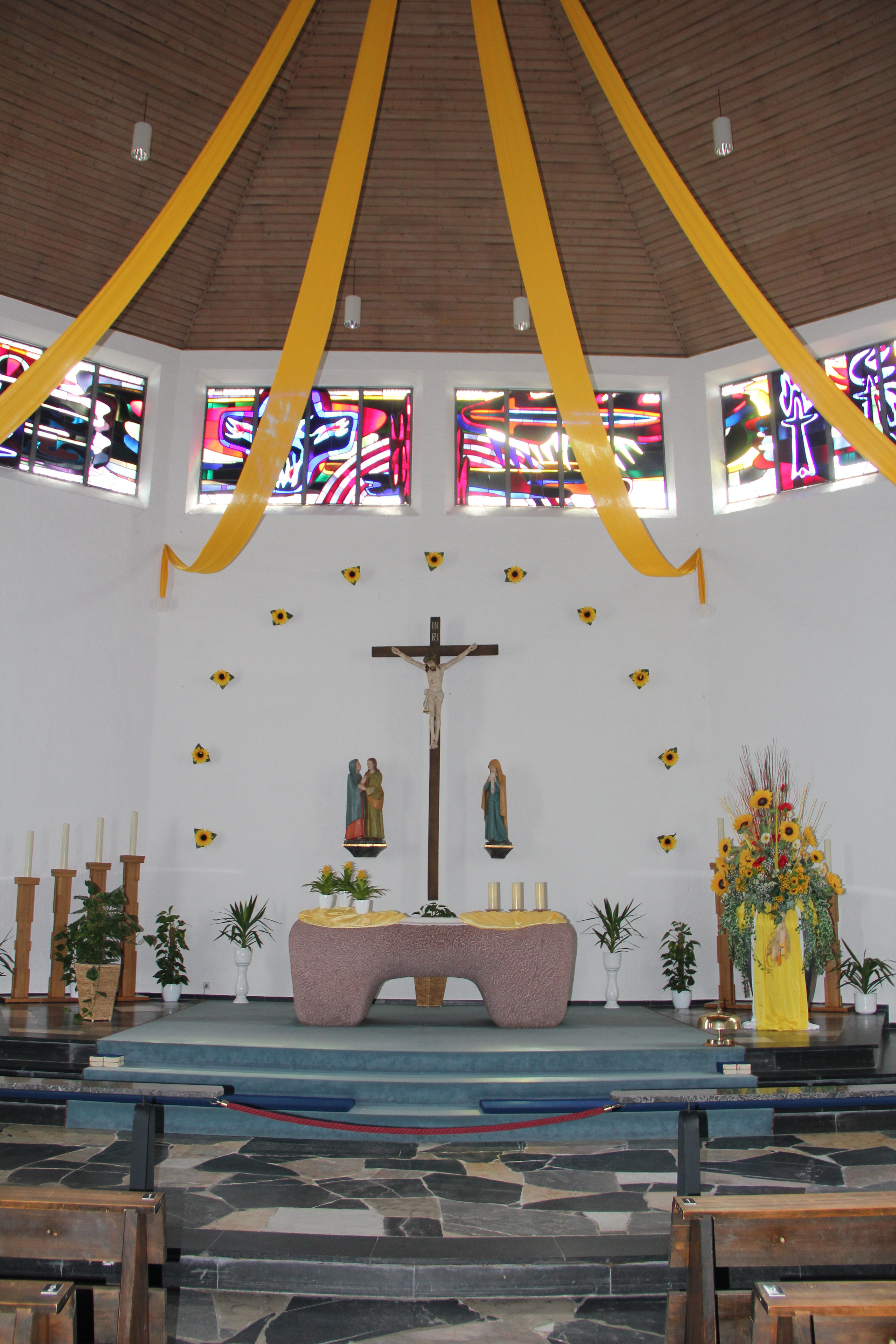
Innenansicht der Kirche Maria Magdalena in Mengerskirchen
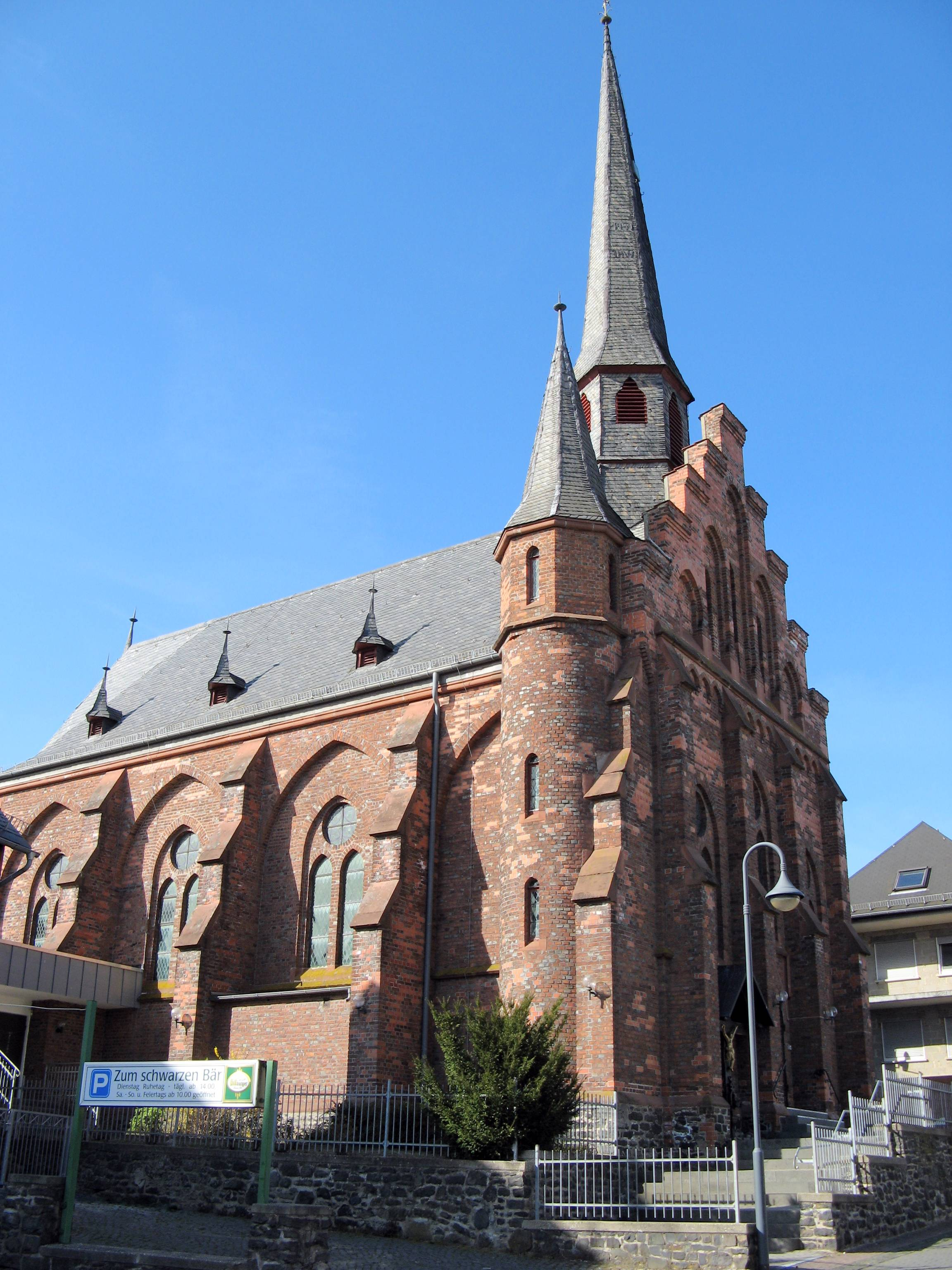
Katholische Kirche St. Katharina in Waldernbach

## Wirtschaft und Infrastruktur

### Bildung

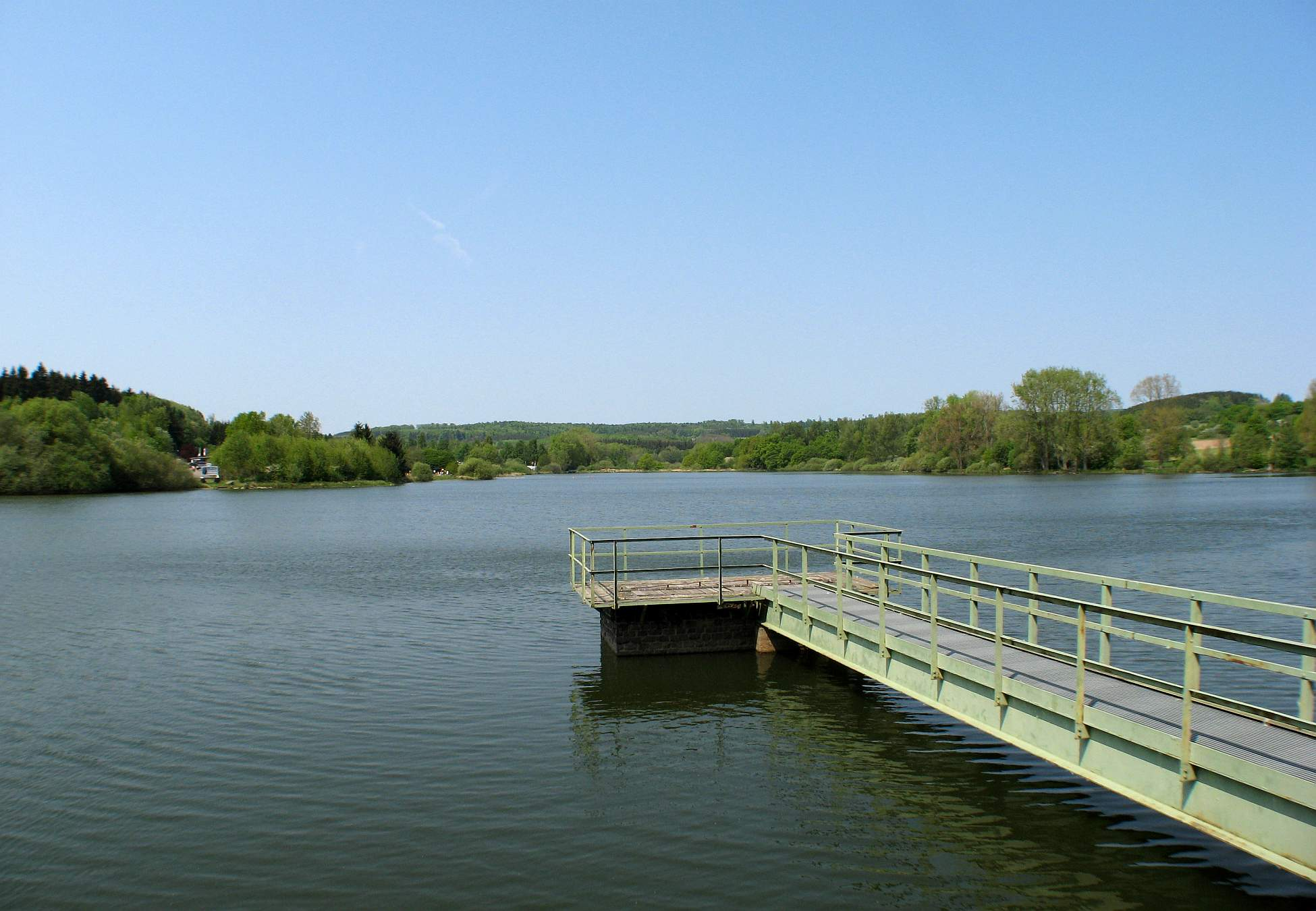
Blick über den Seeweiher Richtung Mengerskirchen

Im Marktflecken Mengerskirchen besteht eine Grundschule sowie eine Haupt- und Realschule. Darüber hinaus werden weiterführende Schulen in Limburg an der Lahn und Weilburg besucht.
Franz-Leuninger-Schule
Im Ortsteil Mengerskirchen befindet sich die Franz-Leuninger-Schule. Hierbei handelt es sich um die Grundschule der Gemeinde. Sie ist nach dem aus Mengerskirchen stammenden Widerstandskämpfer gegen das NS-Regime, Franz Leuninger, benannt.
Westerwaldschule
Im Ortsteil Waldernbach befindet sich die am 21. Oktober 1977 eröffnete Westerwaldschule, eine Haupt- und Realschule für die Gemeinden Mengerskirchen, Merenberg, Waldbrunn (außer Ellar) und Beselich (Ortsteil Heckholzhausen).

### Freizeitmöglichkeiten und sportliche Aktivitäten
Rund um die höchste Erhebung in der Gegend, dem Knoten, der sich am Rand des Marktfleckens Mengerskirchen erhebt, können Interessierte sich während der Wintermonate dem Skilanglauf widmen. Im Sommer bieten die beiden Stauseen Seeweiher Mengerskirchen und Waldsee die Möglichkeit zu baden.
Am Badesee Seeweiher Mengerskirchen wird ein Campingplatz betrieben. Dort besteht seit dem Jahr 1978 eine Wochenendhaussiedlung mit 66 Häusern.
In Dillhausen und Probbach existieren Mineralwasserquellen, die von der Bevölkerung Sauerborn genannt werden. Sie sind beliebte Wanderziele.

### Öffentliche Einrichtungen
- Kindergarten Mengerskirchen
- Kindergarten Waldernbach
- Kindergarten Winkels und Probbach
- Kindergarten Dillhausen
- Freiwillige Feuerwehr Mengerskirchen, gegr. 1898 (einschließlich Fanfarenzug seit 1966 und Jugendfeuerwehr seit 1. Oktober 1994)
- Freiwillige Feuerwehr Dillhausen, gegr. 1927 (einschließlich Jugendfeuerwehr seit 29. April 1992)
- Freiwillige Feuerwehr Probbach, gegr. 1934 (einschließlich Jugendfeuerwehr seit 1. April 1984)
- Freiwillige Feuerwehr Waldernbach, gegr. 1925 (einschließlich Jugendfeuerwehr seit 1. Juli 1972)
- Freiwillige Feuerwehr Winkels, gegr. 1928 (einschließlich Blasorchester seit 1953 und Jugendfeuerwehr seit 30. März 1985)

### Verkehr
Mengerskirchen ist nicht direkt an das Fernstraßennetz angeschlossen. Die nächsten Anschlussstellen an die Bundesstraße 49 befinden sich in den Gemeinden Merenberg und Löhnberg (etwa fünf bzw. acht Kilometer entfernt). Die nächsten Anschlussstellen an die Bundesautobahn 45 befinden sich bei der Stadt Herborn (etwa 18 Kilometer). Seit der Teilstreckenstilllegung der Kerkerbachbahn zwischen Mengerskirchen und Hintermeilingen im Jahr 1935 existiert keine Bahnlinie mehr. Die Entfernung zum internationalen Flughafen Frankfurt Main beträgt etwa 85 Kilometer.

## Persönlichkeiten
- Franz Leuninger (1898–1945), christlicher Gewerkschafter und Widerstandskämpfer gegen das NS-Regime
- Ernst Leuninger (1933–2018), katholischer Theologe, Hochschullehrer und Ehrendomherr
- Wolfgang Schlicht (* 1952), Sportwissenschaftler und  Hochschullehrer
- Tobias Eckert (* 1980), Politiker (SPD), seit 2012 Mitglied des Hessischen Landtages
- Oliver Geis (* 1991), Sportschütze